# Sassoliet
Het mineraal sassoliet is een waterstof-boraat met de chemische formule H3BO3.

## Eigenschappen
Het doorzichtig witte, grijze, gele of bruine sassoliet heeft een glas- tot parelglans, een witte streepkleur en de splijting van het mineraal is perfect volgens het kristalvlak [001]. Het kristalstelsel is triklien. Sassoliet heeft een gemiddelde dichtheid van 3,4, de hardheid is 1 en het mineraal is niet radioactief. De dubbelbreking van sassoliet is 0,1190.

## Naam
Het mineraal sassoliet is genoemd naar de Italiaanse plaats Sasso, waar het mineraal voor het eerst beschreven werd.

## Voorkomen
Het mineraal sassoliet ontstaat in de buurt van fumaroles en hete bronnen. De typelocatie van sassoliet is Sasso, Volterra en Massa Marittima, Italië. Het mineraal wordt ook gevonden in Alsdorf, vlak bij Aken in Duitsland.